# U–171
Az U–171 tengeralattjárót a német haditengerészet rendelte a brémai AG Wesertől 1939. december 23-án. A hajót 1941. október 25-én vették hadrendbe. Pályafutása során három hajót – 17 641 regisztertonnát – süllyesztett el.

## Pályafutása
Az U–171 1942. június 17-én futott ki Kielből egyetlen járőrútjára, amelynek célpontja a Mexikói-öböl volt. Július 26-án a kísérő nélkül haladó Oaxaca nevű gőzöst támadta meg Corpus Christi sekély vizében. A hajó elsüllyedt, a fedélzetén tartózkodó 46 emberből 39 túlélte az akciót. Augusztus 13-án az amerikai R.M. Parker Jr. volt az áldozat, amelyet két torpedó talált el. A tanker súlyosan megsérült, de a tengeralattjáró még öt lövést adott le rá a fedélzeti lövegből. Nyolc órával később az amerikai parti őrség USS Pioneer nevű hajója a mentőcsónakokban hánykolódó valamennyi embert kimentette. Az U–171 utolsó elsüllyesztett hajója az Amatlán nevű gőzmeghajtású tanker volt Tampico közelében. A fedélzeten tartózkodók közül tízen meghaltak, 24-en túlélték a támadást.
Az U–171 1942. október 9-én a Vizcayai-öbölben, délnyugatra Lorient-től légi telepítésű aknába ütközött az Artichokes nevű brit aknamezőn. A legénységből 22 ember meghalt, 30 életben maradt. Günther Pfeffer kapitány ezután az U–170 kapitánya lett.

## Kapitányok
| Név             | Kezdőnap          | Zárónap          |
| --------------- | ----------------- | ---------------- |
| Günther Pfeffer | 1941. október 25. | 1942. október 9. |

## Őrjárat
| Indulás | Indulónap        | Érkezés | Zárónap          |
| ------- | ---------------- | ------- | ---------------- |
| Kiel    | 1942. június 17. | *       | 1942. október 9. |

* A tengeralattjáró nem érte el úti célját, elsüllyesztették

## Elsüllyesztett hajók
| Dátum               | Hajó neve       | Nemzetisége      | Brt  |
| ------------------- | --------------- | ---------------- | ---- |
| 1942. július 26.    | Oaxaca          | Mexikó           | 4351 |
| 1942. augusztus 13. | R.M. Parker Jr. | Egyesült Államok | 6779 |
| 1942. szeptember 4. | Amatlán         | Mexikó           | 6511 |